# 斯凱勒 (紐約州)
斯凱勒（英語：Schuyler）是一個位於美國紐約州赫基默縣的鎮。

## 人口
根據2020年美國人口普查的數據，斯凱勒的面積為280.24平方千米，當中陸地面積為103.27平方千米，而水域面積為0.93平方千米。當地共有人口3296人，而人口密度為每平方千米12人。